# Somiglianza lessicale
In linguistica, con somiglianza lessicale si intende il grado di affinità che intercorre tra due differenti lingue. Un grado del 100% significherebbe una totale uguaglianza lessicale, laddove un grado dello 0% una comunanza nulla. Alla percentuale dell'80% (o più) è associato un grado di parentela assimilabile a quello tra dialetti di una stessa lingua.
Non esiste un'unica scala che misuri tale fenomeno per via del differente metodo di studio utilizzato. Ethnologue, ad esempio, utilizza un metodo di calcolo basato sulla comparazione di un set standardizzato di parole e quindi sul conteggio del numero di punti di contatto e per quanto riguarda la forma e per quanto riguarda il significato. Con questo approccio è stato calcolato un grado di somiglianza tra italiano e francese dell'89% (che secondo questa misurazione renderebbe le due lingue semplici dialetti del latino), o tra inglese e tedesco del 60%.
Una scala di questo genere può essere un buon indicatore per evidenziare correlazioni genetiche tra le lingue oltreché stimare il percorso evoluzionistico dei vari idiomi. Esso è infatti un buon indicatore della mutua intelligibilità tra due lingue.

## Lingue indoeuropee
La tabella in basso mostra il grado di somiglianza lessicale tra alcune lingue appartenenti a famiglie linguistiche differenti, secondo la scala di Ethnologue. Per le lingue romanze si ha: italiano, francese, portoghese, rumeno, romancio, catalano, spagnolo, sardo; per quelle germaniche si ha: inglese e tedesco; per quelle slave il russo.
| Codice lingua | Lingua 1 ↓ | Coefficienti di somiglianza lessicale | Coefficienti di somiglianza lessicale | Coefficienti di somiglianza lessicale | Coefficienti di somiglianza lessicale | Coefficienti di somiglianza lessicale | Coefficienti di somiglianza lessicale | Coefficienti di somiglianza lessicale | Coefficienti di somiglianza lessicale | Coefficienti di somiglianza lessicale | Coefficienti di somiglianza lessicale | Coefficienti di somiglianza lessicale |
| ------------- | ---------- | ------------------------------------- | ------------------------------------- | ------------------------------------- | ------------------------------------- | ------------------------------------- | ------------------------------------- | ------------------------------------- | ------------------------------------- | ------------------------------------- | ------------------------------------- | ------------------------------------- |
|               |            | Italiano                              | Francese                              | Catalano                              | Tedesco                               | Inglese                               | Portoghese                            | Rumeno                                | Romancio                              | Russo                                 | Sardo                                 | Spagnolo                              |
| ita           | italiano   | 1                                     | 0.89                                  | 0.87                                  | 0.21                                  | 0.21                                  | 0.80                                  | 0.77                                  | 0.78                                  | -                                     | 0.85                                  | 0.82                                  |
| fra           | francese   | 0.89                                  | 1                                     | 0.85                                  | 0.29                                  | 0.27                                  | 0.75                                  | 0.75                                  | 0.78                                  | -                                     | 0.80                                  | 0.75                                  |
| cat           | catalano   | 0.87                                  | 0.85                                  | 1                                     | -                                     | -                                     | 0.85                                  | 0.73                                  | 0.76                                  | -                                     | 0.76                                  | 0.85                                  |
| deu           | tedesco    | 0.21                                  | 0.29                                  | -                                     | 1                                     | 0.60                                  | -                                     | -                                     | -                                     | -                                     | -                                     | -                                     |
| eng           | inglese    | 0.21                                  | 0.27                                  | -                                     | 0.60                                  | 1                                     | -                                     | -                                     | -                                     | 0.24                                  | -                                     | 0.25                                  |
| por           | portoghese | 0.80                                  | 0.75                                  | 0.85                                  | -                                     | -                                     | 1                                     | 0.72                                  | 0.74                                  | -                                     | 0.76                                  | 0.89                                  |
| ron           | rumeno     | 0.77                                  | 0.75                                  | 0.73                                  | -                                     | -                                     | 0.72                                  | 1                                     | 0.72                                  | -                                     | 0.74                                  | 0.71                                  |
| roh           | romancio   | 0.78                                  | 0.78                                  | 0.76                                  | -                                     | -                                     | 0.74                                  | 0.72                                  | 1                                     | -                                     | 0.74                                  | 0.74                                  |
| rus           | russo      | -                                     | -                                     |                                       | -                                     | 0.24                                  | -                                     | -                                     | -                                     | 1                                     | -                                     | -                                     |
| srd           | sardo      | 0.85                                  | 0.80                                  | 0.76                                  | -                                     | -                                     | 0.76                                  | 0.74                                  | 0.74                                  | -                                     | 1                                     | 0.76                                  |
| spa           | spagnolo   | 0.82                                  | 0.75                                  | 0.85                                  | -                                     | 0.25                                  | 0.89                                  | 0.71                                  | 0.74                                  | -                                     | 0.76                                  | 1                                     |
|               |            | Italiano                              | Francese                              | Catalano                              | Tedesco                               | Inglese                               | Portoghese                            | Rumeno                                | Romancio                              | Russo                                 | Sardo                                 | Spagnolo                              |
| Lingua 2 →    | Lingua 2 → | ita                                   | fra                                   | cat                                   | deu                                   | eng                                   | por                                   | ron                                   | roh                                   | rus                                   | srd                                   | spa                                   |